# Grajera
Grajera is een gemeente in de Spaanse provincie Segovia in de regio Castilië en León met een oppervlakte van 12,69 km². Grajera telt 233 inwoners (1 januari 2016).

## Geboren in Grajera
- Víctor Barrio (1987-2016), stierenvechter

## Demografische ontwikkeling
Bron: INE, 1857-2011: volkstellingen